# Віклундит
Віклундит — рідкісний та складний мінерал, арсенат-арсеніт-силікат свинцю, мангану, цинку, заліза та магнію з хімічною формулою Pb2(Mn2+,Zn)3(Fe3+,Mn2+)2(Mn2+,Mg)19(As3+O3)2(Si,As5+O4)6(OH)18Cl6.
Мінерал характеризується великим значенням параметру елементарної комірки c. Його знайшли в Лонгбані, Швеція, де є багато рідкісних та екзотичних мінералів.
Структура віклундиту є унікальною. Трохи схожим хімічно мінералом, хоча й без марганцю та заліза, є герероїт.